# Никола Дерменджиев
Никола Дерменджиев е български революционер, войвода на Македонската федеративна революционна организация.

## Биография
Дерменджиев е роден в Берово, тогава в Османската империя. В началото на 1920-те години е приближен на Тодор Паница, като свръзка им е Васил Манолев в Солун. През октомври 1924 година заедно с Тодор Ковачев от Долен водят чета от тридесетина души в Царевоселско и Беровско, съставена от федералисти и земеделци, спонсорирана от сръбското правителство. През 1925 година се намира във Виена, където участва в създаването на ВМРО (обединена), след което се прехвърля в Белград и подкупен предава цялата информация на Жика Лазич.